# Zaghawa jezik
Zaghawa jezik (ISO 639-3: zag; beri, beri-aa, berri, kebadi, kuyuk, merida, soghaua, zagaoua, zagawa, zauge, zeggaoua, zeghawa, zorhaua), nilsko-saharski jezik uže saharske skupine, jedan od dva jezika istočnosaharske podskupine. Govori ga oko 162 000 ljudi u Sudanu i Čadu, i možda oko 7 000 u Libiji. U Sudanu se govori na području Darfura a u Čadu u departmanima Kobé, Ennedi Est i Ennedi Ouest.
Ima nekoliko dijalekata među kojima su wagi (twer), kube i tuba (bideyat), i više etničkih podskupina (Kobe, Dor, Anka). Pismo: beria
Etnička grupa zove se Zakhawa ili Zaghawa i bave se stočarstvom. U Sudanu govore i sudanski arapski [apd], a u Čadu čadskim arapskim [shu].

## Vanjske poveznice
- Ethnologue (14th)
- Ethnologue (15th)